# Тутси (филм)
Вижте пояснителната страница за други значения на Тутси.
Тутси (на английски: Tootsie) е американска комедия от 1982 година с участието на Дъстин Хофман, Марг Хелгенбъргър и Джесика Ланг.

## Сюжет
Внимание:  Текстът по-долу разкрива сюжета на произведението (или части от него)!
Двама приятели неудачници живеят в малък апартамент. Един от тях е драматургът Джеф Слейтър, който мечтае да постави пиесата си в театъра, но няма пари за това. Другият е актьорът Майкъл Дорси, който непрекъснато е уволняван от работа заради буен характер. Вече две години той едва се държа на повърхността, преподава актьорско майсторство и работи като сервитьор в ресторант. В същото време Дорси постоянно ходи на прослушвания, но навсякъде му отказват по различни причини.
Един ден, останалата без работа актриса Санди Лестър, позната на Майкъл, се опитва да получи ролята на Емили Кимбърли, болничен администратор в популярната сапунена опера „SouthWest General“. Тя е отхвърлена, без дори да се яви на прослушване, но Дорси има лудата идея също да опита за ролята, въпреки че ролята е женска. Майкъл, преоблечен като жена под името Дороти Майкълс, отива на прослушване и първоначално се сблъсква с пренебрежението на режисьора на сериала Карлайл, който е запален сексист и се отнася много пренебрежително към женския пол. „Дороти“ обаче проявява неочаквана упоритост и не позволява на режисьора да се отнася грубо с нея. В резултат Дороти Майкълс получава одобрението на продуцента Рита Маршал, подписва договор и получава аванс.
Сега Дорси разполага с 8000 долара, необходими за пиесата на приятеля му Джеф, но Майкъл не може да каже откъде е взел парите. Той измисля история за наследство и по време на парти за това Дорси, решавайки да пробва роклята на Санди, се съблича и случайно е видян от Санди, която излиза от банята. За да „спаси положението“, Майкъл се престорва на влюбен и се озовава в едно легло с приятелката си, започвайки принудителна любовна афера с нея.
Според сценария в сериала, ролята на Дороти Майкълс е много малка – тя се превъплъщава в администратор на болница и участва само в определени епизоди с минимално количество текст. Въпреки това Дороти играе администратора като решителна феминистка, но също и скромна и интелигентна жена. Отначало режисьорът иска да постави „арогантната новодошла“ на мястото ѝ, но рейтингите показват, че точно тази Емили Кимбърли е харесвана от публиката, особено от женската аудитория. Така от второстепенна актриса Дороти се превръща в звездата на сериала и сега грубият режисьор трябва да подкрепи всички нейни предложения и коментари относно снимачния процес. Актрисата Дороти Майкълс става много популярна, прявят интервюта с нея, снимат я за кориците на модни списания и блести в лъчите на славата и успеха.
В действителност обаче Дорси не е много щастлив. На снимачната площадка Майкъл се запознава и влюбва в чаровната актриса Джули Никълс, самотна майка и любовница на режисьора, който ѝ изневерява с всяка красива актриса. Джули гледа Дороти с възхищение, доверява ѝ всичките си женски тайни, стават близки приятели, но Майкъл мечтае да са заедно. Известно време по-късно, на парти, Дорси (в неговия мъжки „образ“) се приближава до Джули и се опитва да я опознае, изричайки точните думи, които Джули тайно е казала на Дороти. В отговор обаче Джули плиска шампанско в лицето на Майкъл. Скоро Джули кани приятелката си да посетят баща ѝ, който е вдовец и започва да сваля Дороти. По време на един от разговорите Дороти не издържа и целува Джули, което прави ситуацията още по-объркваща. Джули решава, че Дороти е лесбийка и започва да я избягва.
Осъзнавайки, че се е вкарал в пълна задънена улица, Майкъл се обръща към своя агент и моли за помощ, за да разреши тази невероятна ситуация. Но агентът не иска и да чуе за каквото и да било доброволно „разкриване“ на самоличността на Дороти Майкълс. И все пак – всичко върви супер, Дороти получава едногодишен договор за снимки и куп рекламни договори. Агентът настоява Майкъл да продължи тази игра, но Дорси, уморен от лъжите, решава да сложи край на всичко. Поради случайно унищожаване на вече заснети кадри, актьорите са принудени да изиграят сцена от сериала директно в ефир. И тогава Дороти Майкълс, която играе Емили Кимбърли, нарушава сценария и започва да разказва историята на семейството си: той не е Емили Кимбърли, а нейният брат близнак Едуард, който е заел мястото на „починалата“ сестра, за да докаже възможностите на една жена в професията. По време на тази емоционална реч Дороти Майкълс, пред хиляди телевизионни зрители, сваля перуката си, маха грима и се появява пред всички в истинския си вид, в образа на актьора Майкъл Дорси. Целият снимачен екип е тотално поразен, някои от актьорите припадат, а Джули, възмутена от измамата, удря Майкъл в корема и си тръгва.
Пиесата на Джеф с участието на Майкъл и Санди е пред премиера. В един бар Дорси се среща с бащата на Джулия и връща диамантения годежен пръстен, даден на Дороти. Отначало бащата е много ядосан, но по-късно признава, че Майкъл би бил добър партньор за дъщеря му. Окуражен от тази прощална дума, Дорси се среща с Джули и я моли да започнат всичко от начало. Джули честно признава, че Дороти ѝ липсва, но накрая прощава на Майкъл и те си тръгват заедно, обсъждайки жълтия костюм на Дороти, който Джули харесва толкова много.

## Актьорски състав
| Актьор          | Роля |
| --------------- | --- |
| Дъстин Хофман   | Майкъл Дорси – безработен актьор / Дороти Майкълс – главна актриса в сапунената опера „SouthWest General“ |
| Джесика Ланг    | Джули Никълс – актриса в сапунената опера „SouthWest General“, в която е влюбен Майкъл                    |
| Тери Гар        | Санди Лестър – актриса, приятелка на Майкъл Дорси                                                         |
| Дабни Коулман   | Рон Карлайл – режисьор на сапунената опера „SouthWest General“, груб сексист                              |
| Чарлз Дърнинг   | Лесли Никълс – баща на Джули, който е влюбен в Дороти Майкълс                                             |
| Бил Мъри        | Джеф Слейтър – беден драматург и съквартирант на Майкъл Дорси                                             |
| Сидни Полак     | Джордж Фийлдс – агент на Майкъл Дорси                                                                     |
| Джордж Гейнс    | Джон Ван Хорн – похотлив актьор (на име „доктор език“) в сапунената опера „SouthWest General“             |
| Джина Дейвис    | Ейприл Пейдж – актриса в сапунената опера „SouthWest General“                                             |
| Дорис Белак     | Рита Маршал – продуцент на сапунената опера „SouthWest General“                                           |
| Елън Фоли       | Джаки – помощничка на продуцента Маршал                                                                   |
| Лин Тигпен      | Джо – помощничка на продуцента Маршал                                                                     |
| Ейми Лорънс     | Ейми – дъщеря на Джули                                                                                    |
| Кристин Еберсол | Линда – актриса на партито за рождения ден на Майкъл Дорси                                                |
| Анди Уорхол     | себе си                                                                                                   |

## Интересни факти
- „Дороти“ първоначално не говори с южняшки акцент, но Дъстин Хофман открива, че гласът му се доближава до женския диапазон, когато говори с акцент. Гласът му в този случай звучи по-меко и по-женствено.
- Операторът Оуен Ройзман първоначално се противопоставя персонажът на Дороти да носи очила, тъй като лещите отразяват светлината и пречат на лицето на актьора. След известно пробване обаче е решено, че очилата добавят женственост към Дороти. Изпъкналият нос на Хофман е направен по-малко изпъкнал, а очилата допълнително феминизират личността му, отличавайки полово героите на Дороти и Майкъл. Очилата са оставени и режисьорът Полак предлага на оператора да опитат специално неотразяващо покритие, разработено от тогавашния изпълнителен директор на Panavision Робърт Готшалк. Това покритие е използвано върху очилата на Дороти и всичко се получава според желанията на оператора.
- Въпреки че работното заглавие на филма първоначално е „Ще те излъжа ли?“ Дъстин Хофман предлага името „Тутси“. Тутси е името на кучето на майката на актьора.
- Всички луди начини, по които Майкъл Дорси е уволняван от работа, всъщност са се случвали на Дъстин Хофман.
- Режисьорът Полак поставя задача на актьорите и актрисите да не играят героите си като комедийни, а като драматични. Ето защо, според Полак, „никой никога не се е смял по време на снимките на никоя от сцените на филма“.
- В първата сцена, в която Майкъл Дорси се събужда, за да се облече като Дороти, има снимка на майката на Дъстин Хофман до будилника.
- През 2007 г. Американският филмов институт класира този филм на №69 в списъка си с най-великите филми на всички времена.
- По време на снимките Сидни Полак озвучава без картина режисьора (глас по телефона), който постоянно отказва на Майкъл Дорси за работа: „Търсим някой по-възрастен“, след това „Търсим някой по-млад“ и накрая „Ние търсим някой друг“.
- „Гърдите“ на Дороти Майкъл са монтирани по поръчка протези (по 175 долара всяка), предназначени за жени с премахнати гърди.
- Филмът е дебют за актрисите Джина Дейвис и Кристина Еберсол.
- Това е първият филм, заснет на най-новия тогава цветен филм Kodak 250T 5293.
- Първоначално за ролята на Джордж Фийлдс (агента на Майкъл Дорси) режисьорът Полак планира актьорът Дабни Коулман. Хофман е против и в крайна сметка убеждава самия Полак да изиграе ролята на агента. Това е първата актьорска роля на известния режисьор. Но Полак все пак иска да задържи Коулман във филма и затова му поверява ролята на режисьора на сапунената опера Карлайл.
- Плакатът на вратата в апартамента на главния герой изобразява орхидеята Dactylorhiza maculata. Плакатът принадлежи към поредица от шведски училищни плакати, произведени през първата половина на двадесети век, изобразяващи шведската флора. Автор е германският учен Макс Рихтер под ръководството на шведския ботаник Гунар Самуелсон.
- Костюмите на Дороти Майкъл са ушити така, че да скрият адамовата ябълка около врата на Дъстин Хофман.
- Продуцентите наемат Холи Удлоун, известна трансджендър актриса от Пуерто Рико, да обучи Дъстин Хофман в изкуството да бъдеш мъж, който се чувства и действа като жена.
- Броят на свещите на тортата за рождения ден на Майкъл Дорси е 38.
- 2-часовата подготовка за гримиране на Дъстин Хофман включва бръснене на ръцете и краката му, опъване на кожата на лицето му и поставяне на по-деликатни изкуствени зъби.
- За да се подготви за ролята си, Дъстин Хофман гледа „La cage aux folles“ (1978) няколко пъти. Той също така посещава много болници и извършва обширни тестове на грим.
- Ролята на Майкъл Дорси е предложена на Майкъл Кейн и Питър Селърс, но и двамата я отказват.
- Сцените в „Руския ресторант“ са заснети в известния ресторант „Russian Tea Room“ в Ню Йорк, с допълнителни сцени, заснети в Сентръл парк и пред Блумингдейлс. Освен това заснемането се провежда в Хърли, Ню Йорк, в Националното видеостудио в Ню Йорк и във Форт Лий, Ню Джърси.
- Филмът е представен в списъка на 100-те най-смешни филма на Американския филмов институт от 2000 г.
- Отношенията между героите на Дъстин Хофман и Сидни Полак във филма в много отношения са подобни на тези, наблюдавани между тях на снимачната площадка: режисьорът и актьорът спорят помежду си по различни поводи. След дълги дискусии много от предложенията на Хофман са приети: Полак играе агента Майкъл Дорси, а Бил Мъри играе ролята на негов приятел. Но конфликтът между Хофман и Полак не приключва дотук. По-късно, по време на снимките на друг легендарен филм – „Рейнман“, Хофман и Полак отново постоянно се карат, в резултат на което Полак напуска режисьорския пост и на негово място е назначен Бари Левинсън.
- В апартамента на Майкъл Дорси има много плакати, включително тези на Самюъл Бекет и Лорънс Оливие в „Комедиантът“ (1960), както и знамето на Гадсден.
- Сцената, в която Джесика Ланг посяга към телефона и вместо това взема царевичен кочан, е чисто съвпадение, но режисьорът решава да я запази във филма.

## Награди и номинации
| Категория                                                                         | Номиниран(и)                                                   | Резултат                    |
| Оскар (11 април 1983 г.)                                                          | Оскар (11 април 1983 г.)                                       | Оскар (11 април 1983 г.)    |
| --------------------------------------------------------------------------------- | -------------------------------------------------------------- | --------------------------- |
| Оскар за най-добър филм                                                           | филм „Тутси“                                                   | номинация                   |
| Оскар за най-добър режисьор                                                       | Сидни Полак                                                    | номинация                   |
| Оскар за най-добра мъжка роля                                                     | Дъстин Хофман                                                  | номинация                   |
| Оскар за най-добра поддържаща женска роля                                         | Джесика Ланг                                                   | награда                     |
| Оскар за най-добър оригинален сценарий                                            | Лари Гелбарт, Мъри Шизгал и Дон МакГуайр                       | номинация                   |
| Оскар за най-добра песен                                                          | песен „It Might Be You“                                        | номинация                   |
| Оскар за най-добра операторска работа                                             | Оуен Ройзман                                                   | номинация                   |
| Оскар за най-добър монтаж                                                         | Фредерик Щайнкамп, Уилям Щайнкамп                              | номинация                   |
| Оскар за най-добър звуков монтаж                                                  | Артур Пиантадоси, Лес Фрешхолц, Дик Александър и Лес Лазаровиц | номинация                   |
| Бодил (1983 г.)                                                                   |                                                                |                             |
| Най-добър американски филм                                                        | филм „Тутси“                                                   | награда                     |
| Награди на американските кино редактори (1983 г.)                                 |                                                                |                             |
| Най-добър монтиран игрален филм – комедия или мюзикъл                             | Фредерик Щайнкамп, Уилям Щайнкамп                              | награда                     |
| Бамби (1983 г.)                                                                   |                                                                |                             |
| Най-добър международен филм                                                       | Джесика Ланг                                                   | награда                     |
| Награди на Бостънското общество на филмовите критици (6 февруари 1983 г.)         |                                                                |                             |
| Най-добър актьор                                                                  | Дъстин Хофман                                                  | награда                     |
| Най-добра поддържаща женска роля                                                  | Джесика Ланг                                                   | награда                     |
| БАФТА (1984 г.)                                                                   |                                                                |                             |
| Награда за най-добър филм                                                         | Сидни Полак и Дик Ричардс                                      | номинация                   |
| Награда за най-добър режисьор                                                     | Сидни Полак                                                    | номинация                   |
| Награда за най-добър актьор в главна роля                                         | Дъстин Хофман                                                  | награда                     |
| Награда за най-добра актриса в главна роля                                        | Джесика Ланг                                                   | номинация                   |
| Награда за най-добра поддържаща женска роля                                       | Тери Гар                                                       | номинация                   |
| Награда за най-добър сценарий                                                     | Лари Гелбарт и Мъри Шизгал                                     | номинация                   |
| Награда за най-добър дизайн на костюми                                            | Рут Морли                                                      | номинация                   |
| Награда за най-добър грим и прическа                                              | Дороти Пърл, Джордж Мастърс, С. Ромена Форд и Алън Уайзингер   | награда                     |
| Награда за най-добра оригинална песен                                             | „It Might Be You“ Дейв Грусин, Алън и Мерилин Бергман          | номинация                   |
| Сезар (3 март 1984 г.)                                                            |                                                                |                             |
| Най-добър чуждоезичен филм                                                        | Сидни Полак                                                    | номинация                   |
| Давид на Донатело (1984 г.)                                                       |                                                                |                             |
| Най-добър чуждестранен актьор                                                     | Дъстин Хофман                                                  | номинация                   |
| Най-добър чуждестранна актриса                                                    | Джесика Ланг                                                   | номинация                   |
| Награди на Гилдията на режисьорите на Америка (12 март 1983 г.)                   |                                                                |                             |
| Награда за изключителна режисура – игрален филм                                   | Сидни Полак                                                    | номинация                   |
| Златен глобус (29 януари 1983 г.)                                                 |                                                                |                             |
| Златен глобус за най-добър филм – мюзикъл или комедия                             | филм „Тутси“                                                   | награда                     |
| Златен глобус за най-добър актьор в мюзикъл или комедия                           | Дъстин Хофман                                                  | награда                     |
| Златен глобус за най-добра актриса в поддържаща роля                              | Джесика Ланг                                                   | награда                     |
| Златен глобус за най-добър режисьор                                               | Сидни Полак                                                    | номинация                   |
| Златен глобус за най-добър сценарий                                               | Лари Гелбарт и Мъри Шизгал                                     | номинация                   |
| „Goldene Leinwand“                                                                |                                                                |                             |
| „Златен екран“                                                                    | филм „Тутси“                                                   | награда                     |
| Грами (28 февруари 1984 г.)                                                       |                                                                |                             |
| Най-добър музикален саундтрак за визуални медии                                   | Дейв Грусин                                                    | номинация                   |
| Награди на кръга на филмовите критици в Канзас Сити (1983 г.)                     |                                                                |                             |
| Награда за най-добра поддържаща женска роля                                       | Джесика Ланг                                                   | награда                     |
| Наградите „Кинема Джунпо“ (1983 г.)                                               |                                                                |                             |
| Най-добър чуждоезичен филм                                                        | Сидни Полак                                                    | награда                     |
| Награди на Асоциацията на филмовите критици на Лос Анджелис (11 декември 1982 г.) |                                                                |                             |
| Награда за най-добър сценарий                                                     | Лари Гелбарт и Мъри Шизгал                                     | награда                     |
| Награди на Националния съвет за преглед (1982 г.)                                 |                                                                |                             |
| Топ десет филма                                                                   | филм „Тутси“                                                   | осмо място                  |
| Национален съвет за съхранение на филми                                           |                                                                |                             |
| Национален филмов регистър на САЩ                                                 | филм „Тутси“                                                   | включване в списъка с филми |
| Награди на Националното дружество на филмовите критици (2 януари 1983 г.)         |                                                                |                             |
| Награда за най-добър филм                                                         | филм „Тутси“                                                   | награда                     |
| Награда за най-добър режисьор                                                     | Сидни Полак                                                    | второ място                 |
| Награда за най-добър актьор                                                       | Дъстин Хофман                                                  | награда                     |
| Награда за най-добра актриса                                                      | Джесика Ланг                                                   | второ място                 |
| Награда за най-добра поддържаща женска роля                                       | Джесика Ланг и Тери Гар                                        | награда                     |
| Награда за най-добър сценарий                                                     | Лари Гелбарт и Мъри Шизгал                                     | награда                     |
| Награди на Нюйоркския кръг на филмовите критици (30 януари 1983 г.)               |                                                                |                             |
| Награда за най-добър филм                                                         | филм „Тутси“                                                   | второ място                 |
| Награда за най-добър режисьор                                                     | Сидни Полак                                                    | награда                     |
| Награда за най-добър актьор                                                       | Дъстин Хофман                                                  | второ място                 |
| Награда за най-добър поддържащ актьор                                             | Джордж Гейнс                                                   | второ място                 |
| Награда за най-добра поддържаща женска роля                                       | Джесика Ланг                                                   | награда                     |
| Награда за най-добър сценарий                                                     | Лари Гелбарт и Мъри Шизгал                                     | награда                     |
| Асоциация за онлайн филми и телевизия                                             |                                                                |                             |
| Зала на славата – Филм                                                            | филм „Тутси“                                                   | награда                     |
| Награди на Гилдията на американските писатели (1983 г.)                           |                                                                |                             |
| Награда за най-добър сценарий                                                     | Лари Гелбарт и Мъри Шизгал                                     | награда                     |

## Български дублажи
| Преводач            | Захари Генчев                                                                                    |
| Озвучаващи артисти  | Силвия Русинова Милена Живкова Анна Петрова Иван Танев Георги Георгиев – Гого Светозар Кокаланов |
| Режисьор на дублажа | Ралица Ботева                                                                                    |
| Тонрежисьор         | Михаил Михайлов                                                                                  |

| Озвучаващи артисти | Веселин Ранков |